# Else Nikitits Jørgensen
Else Nikitits Jørgensen was een Noors zangeres van Duitse komaf. Ze leefde rond de eeuwwisseling naar de 20e eeuw. Haar specialiteit was het zingen van oratoria en soortgelijk werk, maar ook gewone liederen bracht ze ten gehore.
Ze kreeg lessen van Marie Moestue, die haar aanbeval als lerares (vanaf 1911) . Ze kreeg ook lessen in Bremen. Else Nikitits huwde al voordat ze les begon te geven de Noorse groothandelaar Knut Jørgensen (geboren 11-7-1878). Het stel bleef zeer waarschijnlijk kinderloos.
Enkele concerten waarbij ze betrokken was:
- 18 april 1913: kerkconcert met het koor van Iver Holter met begeleiding van Eyvind Alnæs
- 18 januari 1914 tijdens het 32e populaire symfonieconcert van Alfred Andersen Wingar in een uitvoering met werken van Max Bruch
- 21 maart 1915 kerkconcert van organist Wilhelm Buch met diverse zangers
- 10 april 1915: Concert door de Ceciliaforeningen (uit Oslo) met Georg Friedrich Händels  Judas Makkabeüs, ze zong samen met Kaja Eide, Arne van Erpecum Sem en Johannes Dueland, organist van dienst was Eyvind Alnæs, het orkest was dat van het Nationaltheatret, een toegevoegd jongenskoor, algehele leiding Karl Nissen. Een optreden met uiteindelijk goede recensies voor zowel Eide als Nikitits
- 13 oktober 1915 zong ze Winterabend en Berceuse van Pauline Hall tijdens een concert in de zaal van Brødrene Hals, Hall kreeg toen net haar eerste werken uitgevoerd
- 1 april 1916 zong ze tijdens een concert georganiseerd door Pauline Hall zelf zes liederen van haar; diezelfde avond speelde Mathilde Røer Halls pianosonate, dat het nooit verder zou brengen dan manuscript;
- 17 januari 1918 was ze betrokken bij het officiële debuutconcert van pianiste Mathilde Røer